# 11898 Dedeyn
11898 Dedeyn este un asteroid din centura principală de asteroizi.

## Descriere
11898 Dedeyn este un asteroid din centura principală de asteroizi. A fost descoperit pe 10 aprilie 1991 la Observatorul La Silla de Eric Walter Elst. El prezintă o orbită caracterizată de o semiaxă mare de 3,23 ua, o excentricitate de 0,11 și o înclinație de 2,1° în raport cu ecliptica.